# Parachondrostoma
Parachondrostoma es un género de peces actinopterigios de la familia Cyprinidae. 

## Especies
- Parachondrostoma arrigonis (Steindachner, 1866) - Loina.
- Parachondrostoma miegii (Steindachner, 1866) - Madrilla.
- Parachondrostoma toxostoma (Vallot, 1837)
- Parachondrostoma turiense (Elvira, 1987) - Madrija.